# Carpenter, Iowa
Carpenter là một thành phố thuộc quận Mitchell, tiểu bang Iowa, Hoa Kỳ. Năm 2010, dân số của thành phố này là 109 người.

## Dân số
Dân số qua các năm:
Năm 2010:
Theo điều tra dân số năm 2010, có tổng cộng 109 người, 47 hộ gia đình và 27 gia đình sinh sống trong thành phố Carpenter, tiểu bang Iowa. Mật độ dân số là 681,3 người trên một dặm vuông (263,1 / km2). Có 51 căn hộ với mật độ trung bình là 318,8 mỗi dặm vuông (123,1 / km2). Thành phần chủng tộc của thành phố là 98,2% người da trắng và 1,8% người Mỹ gốc Phi.
Trong 47 hộ có 29,8% có trẻ em dưới 18 tuổi sống chung với người lớn, 51,1% là cặp vợ chồng đang chung sống với nhau, 6,4% có chủ hộ là nữ độc thân, và 42,6% là người không có gia đình. 38,3% số hộ gia đình bao gồm các cá nhân và 14,9% có người sống một mình có độ tuổi 65 trở lên. Quy mô mỗi hộ gia đình trung bình là 2,32 người.
Độ tuổi trung bình của thành phố là 40,8 tuổi. 26,6% cư dân dưới 18 tuổi; 8,3% là từ 18 đến 24 tuổi; 20,2% là từ 25 đến 44; 28,4% là từ 45 đến 64; Và 16,5% có độ tuổi từ 65 trở lên. Các trang điểm giới tính của thành phố là 51,4% nam và 48,6% nữ.
Năm 2010
Theo điều tra dân số năm 2000, thành phố có 130 người, 50 hộ gia đình và 30 gia đình cư trú trong thành phố. Mật độ dân số là 813,9 người trên mỗi dặm vuông (313,7 / km²). Có 54 nhà ở với mật độ trung bình là 338.1 mỗi dặm vuông (130,3 / km²). Khuôn mẫu chủng tộc của thành phố là 100,00% Trắng.
Có 50 hộ gia đình trong đó 40,0% có trẻ em dưới 18 tuổi sống chung với họ, 46,0% là các cặp vợ chồng sống chung với nhau, 8,0% có chủ hộ là nữ không có chồng, và 40,0% không thuộc gia đình. 34,0% số hộ gia đình bao gồm các cá nhân và 10,0% có người sống một mình 65 tuổi trở lên. Quy mô hộ trung bình là 2,60 và quy mô gia đình trung bình là 3,43.
Trong thành phố, dân số được chia ra với 36,9% dưới 18 tuổi, 6,9% từ 18 đến 24, 28,5% từ 25 đến 44, 14,6% từ 45 đến 64 tuổi, và 13,1% từ 65 tuổi trở lên. Tuổi trung bình là 31 năm. Mỗi 100 phụ nữ có 91,2 nam giới. Đối với mỗi 100 phụ nữ từ 18 tuổi trở lên, có 90,7 nam giới.
Thu nhập trung bình cho một hộ gia đình trong thành phố là $ 27,500, và thu nhập trung bình cho một gia đình là $ 34,167. Nam giới có thu nhập trung bình 28.333 đô la so với 22.500 đô la dành cho nữ giới. Thu nhập bình quân đầu người của thành phố là 14.864 USD. Có 10,0% gia đình và 5,3% dân số sống dưới mức chuẩn nghèo, trong đó không dưới 18 tuổi và 20,0% ở dưới 64 tuổi.